# Хоу Ифан
Хо́у Ифа́н (на китайски език 侯逸凡) е китайска шахматистка, четирикратна световна шампионка за жени (2010, 2011, 2013 и 2016 г.), трикратна победителка в женските отборни световни шампионати с отбора на КНР (2007, 2009, 2011). Тя е водачка на световната ранглиста за жени от март до юли 2015 г. и от септември 2015 г. През този период от март до май 2015 г. достига личния си рекорд ЕЛО 2686, което е второ постижение за всички времена след Юдит Полгар (2725 през юли – октомври 2005 г.). 
 Фамилията ѝ е Хоу, защото това е китайско име.

## Ранни успехи и гросмайсторски рекорди
Хоу Ифан е родена на 27 февруари 1994 г. в град Нанкин, център на провинция Дзянсу. Научава се да играе шахмат на 6-годишна възраст. На 10 години тя пристига в Пекин, където започва да се занимава с шах в националния център по шахмат на Китай. Неин треньор е гросмайстор Е Цзянчуан.
През 2003 г. Хоу Ифан става световна шампионка за момичета до 10 години в град Халкидики (Гърция) с 9,5 точки от 11 партии.
През юли 2005 г. на женския шампионат на Китай Хоу Ифан изпълнява първа гросмайсторска норма за жени. През май-юни 2006 на шахматната олимпиада в Торино тя играе за женския отбор на Китай на трета дъска, набира 11 точки от 13 възможни и изпълнява втора норма за гросмайстор сред жените. В това време Хоу Ифан е на 12 години и 3 месеца и става най-младия гросмайстор сред жените в историята на шахмата. Официално званието „гросмайстор сред жените“ ѝ е присвоено през януари 2007 г. на Президентския съвет на ФИДЕ в Анталия (Турция).
През 2007 г. Хоу Ифан на 13 години става най-младата в историята шампионка на Китай сред жените.
През 2008 г. на турнира във Вайк-ан-Зее (Холандия) Хоу Ифан набира 6 т. от 13 (+3 – 4=6, ЕЛО – 2598) и поделя 7 – 10-о място в група B.
През февруари 2008 година Хоу Ифан участва на турнира „Аерофлот оупен“ в Москва. Тя набира 4,5 т. от 9 (ЕЛО – 2605), заема 31-во място и изпълнява първа гросмайсторска норма за мъже.
От 10 до 20 март 2008 г. в Истанбул се провежда женски шахматен турнир (Bank Atatürk International Women Masters). Хоу Ифан печели първо място в този турнир, набирайки 7 (+5,-0,=4) точки от 9 възможни (ЕЛО – 2674)
През юни 2008 г. Хоу Ифан за втори път печели шампионата на Китай по шахмат за жени.
Хоу Ифан взима участие в Световния шампионат за юноши до 20 години, който се провежда в турския град Газиантеп от 2 до 16 август 2008 г. Тя разделя 3 – 7-о място като набира 9 точки от 13 партии (ЕЛО – 2661) и така, Хоу Ифан изпълнява за втори път изпълнява гросмайсторска норма за мъже .

От 28 август до 18 септември 2008 г. Хоу Ифан участва в Световното първенство по шахмат за жени в Налчик (Русия) по системата на елиминирането. В първите 2 рунда тя побеждава последователно Мону Халед (Египет) и Бат Монгонтуул (Монголия) с по 2:0 в редовните партии. В третия кръг Хоу Ифан завършва 1:1 (+1, -1) с Елена Седина (Италия) в основния мач с класическо контролно време, печели двете допълнителни партии по ускорен шахмат и побеждава с общ резултат 3:1. В четвъртия рунд тя побеждава с 1½:½ шахматистката от Армения Лилит Мкртчян.

В петия кръг Хоу Ифан се среща с Хъмпи Конеру (Индия), която имала най-висок рейтинг (2622) от всички участнички в шампионата. Основният мач с класическо контролно време и допълнителният мач по ускорен шахмат завършват наравно 1:1 (+1, -1). Двете допълнителни партии по блиц печели Хоу Ифан и побеждава с общ резултат 4:2. Във финалния мач за титлата от 4 партии тя губи от Александра Костенюк (Русия) с 1½:2½ (+0,-1,=3) и става световна вицешампионка.
От 12 до 25 ноември 2008 г. в Дрезден (Германия) се провежда Световната шахматна олимпиада. Хоу Ифан играе за отбора на Китай на първа дъска. Тя набира 7,5 точки (+5,-1,=5) от 11 възможни (ЕЛО – 2563), трето място сред първите дъски, след Мая Чибурданидзе (Грузия) и Марта Бакеро (Колумбия). Женският отбор на Китай заема 7-о място.
Едновременно с шахматната олимпиада в Дрезден се провежда Конгрес на ФИДЕ, който официално присвоява на Хоу Ифан званието „Международен гросмайстор“. Хоу Ифан става най-младата шахматистка в историята, която става гросмайстор сред мъжете (14 години и 6 месеца). При присвояване на званието (ноември 2008 година) Хоу Ифан е била най-младият гросмайстор както сред жените, така и сред мъжете.

### Световна шампионка
От 2 до 25 декември 2010 г. Хоу Ифан взима участие в Световното първенство по шахмат за жени в град Антакия (област Хатай, Турция) по системата на елиминирането. В първите два рунда тя побеждава последователно Карла Ередиа Серано (Еквадор) с 2:0 и Марина Романко (Русия) с 1½:½ в редовните партии.

В третия кръг Хоу Ифан среща шахматистката от китайски произход Чжу Чен, която представя Катар. Основният мач с класическо контролно време завършва наравно 1:1 – съперничките печелят по една партия (+1, -1). В двете допълнителни партии по ускорен шахмат Хоу Ифан печели с белите фигури, завършва наравно с черните и побеждава с общ резултат 2½:1½.

В четвъртия рунд Хоу Ифан отстранява с 1½:½ шахматистката от Украйна Екатерина Лагно. В петия рунд тя отново се среща с Хъмпи Конеру (Индия), която и този път е с най-висок рейтинг (2600) от всички участнички в шампионата. Хоу Ифан печели с белите фигури, завършва наравно с черните и побеждава с 1½:½, с което за втори пореден път се класира за финал на световно първенство.

Във финала Хоу Ифан среща своята сънародница Руан Луфей, която в третия кръг е победила действащата шампионка Александра Костенюк от Русия. Четирите партии от финалния мач с класическо контролно време (90 минути за 40 хода, после 30 минути до края на партията с добавяне 30 секунди за всеки ход, започвайки от първия) завършват наравно и резултатът е 2:2. В четири допълнителни партии по ускорен шахмат (25 минути за цялата партия с добавяне 10 секунди за всеки ход, започвайки от първия). Хоу Ифан печели две партии с белите и прави две ремита с черните, с което печели финалния мач за титлата с общ резултат 5:3. На 16 години и 301 дни Хоу Ифан става най-младата световна шампионка по шахмат в историята. Тя подобрява рекорда на Мая Чибурданидзе, която завоюва титлата през 1978 г. на 17-годишна възраст .
Финален мач на световното първенство по шахмат – 2010 година
| № | Участнички | Рейтинг ЕЛО | 1 | 2 | 3 | 4 | Б1 | Б2 | Б3 | Б4 | + | = | − | Точки |
| - | ---------- | ----------- | - | - | - | - | -- | -- | -- | -- | - | - | - | ----- |
| 1 | Хоу Ифан   | 2591        | ½ | 1 | ½ | 0 | ½  | 1  | ½  | 1  | 3 | 4 | 1 | 5     |
| 2 | Руан Луфей | 2480        | ½ | 0 | ½ | 1 | ½  | 0  | ½  | 0  | 1 | 4 | 3 | 3     |

През 2011 г. Хоу Ифан печели състезанието „Гран при“ на ФИДЕ и защитава успешно титлата си.

През 2012 г. за световно първенство се провежда нокаут турнир с 64 участнички. Хоу Ифан отпада във втория рунд (на 1/32 финала) от полякинята Моника Сочко с общ резултат 1:3 след 1:1 в редовните партии и 0:2 в тайбрека на ускорен шах. В следващия кръг Сочко е елиминирана с 0:2 от бъдещата световна вицешампионка Антоанета Стефанова (България). Шампионка става Анна Ушенина (Украйна).
На 20 септември 2013 г. Хоу Ифан си връща световната титла. След като печели в сериите „Гран при“ на ФИДЕ, в китайския град Тайчжоу тя побеждава Анна Ушенина с 5,5 – 1,5 в мач до 10 партии без да загуби среща (+4, =3).
През 2015 г. не участва на световното първенство и губи титлата. Следващата 2016 година си я връща отново като претендентка. В мач до 10 партии от 1 до 18 март в Лвов тя побеждава тогавъшната шампионка Мария Музичук с 6:3 (+3, =6, –0) и за 4-ти път печели шахматната корона.
От 11 февруари до 4 март 2017 г. в Техеран се провежда 38-ото световно първенство. Иран поставя условие всички жени да бъдат постоянно със забрадки. Хоу Ифан, Мария Музичук, Нази Паикидзе и Ирина Круш отказват да участват в шампионата. Така световната шампионка не защитава титлата си.